# Огнев, Владимир Фёдорович (певец)
Владимир Фёдорович Огнев (род. 22 апреля 1967) — российский музыкант, гуманист, оперный и камерный певец. Заслуженный артист Российской Федерации (2004).

## Биография
Из старинного старообрядческого сибирского рода Огневых (Новосибирская обл.). Окончил Новосибирскую консерваторию (1994), со второго курса выступал на сцене Новосибирского театра оперы и балета. В дальнейшем пел в Геликон-Опере, Татарском театре оперы и балета, Большом театре, театре «Зазеркалье» и других театрах в России и за рубежом. Участник музыкальных фестивалей в Японии (PMF), Ирландии (Wexford), Италии (Spoleto), Ливана (Al Bustan Festival), Германии, Австрии, Южной Кореи, Испании, Франции, Англии, Голландии, Дании, Румынии (Фестиваль Энеску) и других стран. Приглашённый солист Большого Театра, солист Новосибирского Театра Оперы и Балета. Исследователь ритуальных практик различных культур, исследователь Символических Систем, автор актёрской системы «Logos», автор практики соединения исполнения классической музыки с молитвенными состояниями (медитацией) — т. н. осознанное исполнение. Автор идеи и основатель Театра Русского Романса. Солист Новосибирской государственной филармонии.

### Вехи в творчестве
1986 год. Владимир Огнев окончил музыкальный колледж по классу хорового дирижирования.
1986—1988 — служба в рядах Советской Армии.
1994 год. Окончил новосибирскую Государственную консерваторию, где со второго курса Огнев солирует в оперных театрах Новосибирска, Санкт-Петербурга и др.
1992 год. Владимир принимает участие в организации камерного театра и на фестивале «Большая Медведица» в Новосибирске за роль Медведя в одноимённой пьесе А. П. Чехова — удостоен Гран-при, на этот раз, как драматический актёр.
1993 год. Участие в фестивале PMF в Японии. Огнев солирует «Начальную молитву» (Bernstein, Opening Prayer) Бернстайна. Дир. — Христоф Эшенбах.
1996 год. Огнев солирует в Италии симфонию № 9 Бетховена. В этом же году в Ирландии исполняет партию Петра 1 в опере Мейербера «Северная звезда». Дир. — Владимир Юровский. Режиссёр —Денис Криеф.
1998 год. Владимир исполняет в Геликоне партию доктора Бартоло в опере Россини «Севильский цирюльник». Дир. — Энрике Маццола. После чего Огнев был приглашён на телевидение в юмористическую передачу «БИС», где выступал как актер и пародист. В это же время Огнев записывает компакт-диск с пианистом Михаилом Аркадьевым.
1999 год. На фестивале в Сполето (Италия) — Огнев успешно исполняет партию Николая Болконского в Опере Прокофьева «Война и мир». Режиссёр Джанкарло Менотти, дирижёр — Ричард Хикокс.
1999—2000 годы. Владимир поёт в театре на Елисейских полях (Париж) Сказки Гофмана Оффенбаха. Партии Линдорфа, Миракля… А в опере Бизе «Кармен» — Цунигу.
2000 год. Владимир исполняет Банко (опера Макбет) Верди в московском театре Геликон. Режиссёр Денис Криеф.
2000 год, июль. В Монпелье (Франция) Владимир с огромным успехом исполняет партию Бориса Тимофеевича в опере Шостаковича «Леди Макбет». И летом же этого года Владимир участвует в съёмках фильма «Медведь» по Чехову. Роль Медведя.
2002 год. Тридцать восемь спектаклей «Свадьба Фигаро» Моцарта в Голландии с труппой Татарского Академического Театра. Бартоло.
2003 год. Два спектакля «Фальстаф» Верди во Франции и десять «Евгений Онегин» партия Гремина в Испании с труппой московского театра «Геликон».
2004, октябрь. 9 спектаклей в Голландии «Свадьба Фигаро» Моцарта. Партия Бартоло.
2004 год. 7 апреля указом президента Российской Федерации Владимиру Огневу присвоено звание Заслуженного артиста России.
2005, февраль, март. Девять спектаклей «Война и мир» в Национальной Парижской Опере. Париж.
2005, декабрь. Четыре спектакля в Большом. «Война и мир». Метевье.
2006, февраль. Два спектакля в Большом. «Война и мир». Метевье.
2006, март. Царь в «Аиде» в Новосибирском оперном театре. Дир. — Теодор Куриндзис. Режиссёр — Дмитрий Черняков.
2006, июнь. Лепорелло в Казани (Премьера).
2006, июль. Метевье в опере Прокофьева «Война и мир» в Большом театре. Дирижёр — Александр Ведерников.
2006, август. Лепорелло в Татарском Академическом Театре Оперы и Балета. Дирижёр — Марко Боэми, режиссёр — Давид Принц.
2006, сентябрь-октябрь. 24 спектакля «Дон Жуан» Моцарта в Голландии. Партия Лепорелло.
2006,декабрь. Гастроли по Сибири. 28 декабря — премьера оперы Перголези «Служанка-Госпожа» в Тюменской филармонии, где Огнев выступил в качестве солиста и режиссёра.
2007, январь. партия Лепорелло в «Дон Жуане» на 25-м Шаляпинском фестивале в Казани.
2007, апрель. Впервые в истории музыки на читинском фестивале «Цветущий багульник» Огнев исполняет оперу «Моцарт и Сальери» Римского-Корсакова в собственной постановке, где поет обе партии, положив тем самым начало новой традиции исполнения этого произведения как монооперы.
2007, апрель. Прямая трансляция по ТВ (Канал «Культура») премьерного спектакля «Борис Годунов» из Большого Театра, где Владимир исполняет партию Пристава. Режиссёр — А. Сокуров, дирижёр — А. Ведерников,
2007, май. На сцене казанского Театра Оперы и Балета Владимир с неизменным успехом исполняет партию Лепорелло в опере Моцарта «Дон Жуан».
2007, в течение сезона Владимир Огнев исполняет роль Шолом Бера в спектакле «Чёрная уздечка белой кобылицы» Юрия Шерлинга на сцене театра Сатиры.
2008, апрель. На сцене Большого Театра России, роль Цуниги в опере Бизе «Кармен». Дирижёр Юрий Темирканов, режиссёр Дэвид Паунтни.
2008, июнь. — премьера оперы «Моцарт и Сальери» Римского-Корсакова на сцене Драм. Театра г. Тюмени, где Огнев — автор идеи (моноопера), режиссёр и исполнитель. Партии Сальери и Моцарта  исполнил Огнев.
2008, июль. Опера «Борис Годунов» в постановке А. Сокурова в Афинах с оперной труппой Большого Театра России. Партия Пристава.
2008, сентябрь. Спектакли «Борис Годунов» в Большом Театре, партия Пристава.
2008, 1, 23 ноября г. в Большом театре России спектакли «Кармен», партия капитана Цуниги.
2008, 7 декабря г — «Борис Годунов» партия Варлаама, ТАГТОиБ им. М. Джалиля.
2008, 14, 15 января — Цунига в «Кармен» Бизе. Большой Театр.
2009, 30 января — 13 симфония Шостаковича в филармонии Екатеринбурга. Дирижёр — Д. Лисс.
2009, Февраль, март — концерты в Международном Доме Музыки в Москве совместно с фондом «Таланты мира».
2009, 18 июня — сольный концерт в Хабаровской филармонии.
2009, 6 октября — концерт с фондом «Таланты мира» в Ставропольской филармонии, БКЗ.
2009, 22 июня — концерт в филармонии г. Тверь.
2009, 6 октября — концерт с фондом «Таланты мира» в Ставропольской филармонии, БКЗ.
2009, ноябрь — сольные концерты в городах: Иркутск, Улан-Удэ, Барнаул, Петрозаводск.
2009, 2 декабря в рамках пасхального фестиваля, опера Перголези «Служанка-госпожа». Уберто.
2009, 13 декабря в Концертном Зале Чайковского премьера оперы А. Семёнова «Фауст в аду».
2010, 14 февраля Сольный концерт в Кирове с оркестром Русских Народных Инструментов.
2010, запись сольного музыкального альбома русских романсов и песен «Мне так хочется любить» с Вятским Оркестром Русских Народных Инструментов им. Ф. И. Шаляпина под руководством Александра Чубарова.
2010, 24 февраля — опера «Игроки» Дмитрия Шостаковича. В Лондоне в Королевском Фестивальном Зале. Дирижёр — В. Юровский.
2011, 27 января — Премьера оперы Россини «Итальянка в Алжире» в театре «Зазеркалье» Партия Мустафы. Режиссёр — Александр Петров.
2011, 16 мая — Сольный концерт на сцене Филармонии Екатеринбурга
2011, 18 мая — Патетическая оратория Свиридова (партия баса) на сцене Екатеринбургской филармонии. Дирижёр — Дмитрий Лисс
2011, ноябрь — участие в басовом фестивале в Самаре — Басы XXI века.
2012, 4 февраля — Шонар — в опере Пуччини «Богема» на сцене театра Зазеркалье. Дирижёр — Павел Бубельников, режиссёр — А. Петров.
2012, 11 февраля — Мустафа — в опере Россини «Итальянка в Алжире» на сцене театра Зазеркалье. Дирижёр — Анатолий Рыбалко.
2012—2013 (февраль, март)- гастроли с Фондом «Таланты Мира» под управлением Давида Гвинианидзе.
2013, 23 мая — король Рене в опере Петра Чайковского «Иоланта» на сцене Новосибирского Государственного Академического Театра Оперы и Балета.
2013, 26 мая — участие в концерте Новосибирского Государственного Академического Театра Оперы и Балета.
2013, 11 июня — «Свадебка» Стравинского (премьера) на сцене Новосибирского Государственного Академического Театра Оперы и Балета. Дирижёр — Айнарс Рубикис.
2014 — 2015 — солист Новосибирского Государственного Академического Театра Оперы и Балета — текущий басовый репертуар, а также гастроли по России — более 100 концертов в городах РФ, в том числе участие в Первом Всемирном Шаляпинском Фестивале Фонда «Таланты Мира».
12 мая 2015 г. в юбилейном концерте Новосибирского Академического Театра Оперы и Балета, посвященном 70-летию театра Владимир исполняет арию Сусанина из оперы Михаила Глинки «Иван Сусанин». Дирижёр — Е. Волынский.
2015, октябрь — в Екатеринбурге с оркестром и хором Филармонии Владимир солирует «Казнь Степана Разина» Шостаковича. Дирижёр — Энхэ.
В октябре и ноябре — концерты по России.
28, 29 ноября, 10 декабря 2015 — в опере Мусоргского «Борис Годунов» на сцене НОВАТ Владимир исполняет Пимена. Дирижёр — Дмитрий Юровский.
12 декабря 2015 в Ростове-на-Дону Огнев солирует «Патетическую ораторию» Свиридова на слова Владимира Маяковского. Дирижёр — И. Каждан.
22 и 23 декабря 2015 — Бартоло в опере Россини "Севильский цирюльник. На сцене НОВАТ. Дирижёр — Петр Белякин.
6 июня 2016 — Глостер в опере С. Слонимского «Король Лир» (Мировая премьера) Москва, Концертный зал имени П. И. Чайковского
29 мая 2019 — Giovanni Bottesini — REQUIEM, The Russian Premier, The Moscow Oratorio Society. Cond. A. Tsaluk. Part of bass.
9 июня 2019 — Пимен в опере Мусоргского «Борис Годунов» на сцене Концертного Зала им. Чайковского. Дирижер — Владимир Юровский.
9 июня 2019 — Партия баса в оратории Юрия Буцко «Сказание о Пугачёвском бунте».
25 ноября 2019 — Сольный концерт Огнева «Мне так хочется любить» в Концертном зале им. Сергея Прокофьева в Челябинске.
29 ноября 2019 — на сцене Свердловской Филармонии открытие фестиваля «Евразия». Первое исполнение в России — Оратория «Плот „Медузы“» Хенце.
Партия чтеца. Дирижер — Дмитрий Лисс.
Февраль 2020 — Участие в студийной записи музыки Геннадия Гладкова на Мосфильме. «Разлученные» и «Зеленая птичка»
6 июня 2021 — концерт музыки Игоря Стравинского в Берлине. Огнев исполняет басовые партии в произведениях «Свадебка» (вариант с пианолой), «Байки» и «Потоп» (на немецком языке). Rundfunk Sinfonieorchester Berlin. Дирижёр — Владимир Юровский.
1 сентября 2021 — Фестиваль Д. Энеску, Бухарест. Концерт музыки Стравинского. Огнев исполняет басовые партии в произведениях «Свадебка», «Байки» и «Потоп». Rundfunk Sinfonieorchester Berlin. Дирижёр — Владимир Юровский.
3 марта 2022 — Кантата Андрея Семенова "Гражданская лирика" (моноопера) на сцене Новосибирской Филармонии.

### Деятельность
С 1992 г. — солист Новосибирского Государственного Академического Театра Оперы и Балета
С 1993 г. — солист Государственного Камерного Музыкального Театра «Санктъ-Петербургъ Опера»
С 1997 г. солист московского музыкального театра «Геликон-опера», где до 2003 г. был ведущим солистом труппы и исполнил пятнадцать партий.
С 2001 г. сотрудничает с Татарским Академическим Государственным Театром Оперы и Балеты имени Мусы Джалиля.
С 2005 г. сотрудничает с Большим Театром (Приглашённый солист Большого Театра РФ)
Солист Театра «Зазеркалье» (2009—2012)
С мая 2013 года по 31 августа 2019 г. — Солист НГАТОиБ
C октября 2019 г — Солист Новосибирской Государственной Филармонии

### Творческое сотрудничество
Сотрудничество с дирижёрами: Арнольд Кац, Исидор Зак, Серджио ла Стела, Владимир Понькин, Кирилл Тихонов, Игорь Лацанич, Энрике Маццола, Павел Сорокин, Марко Боэми, Александр Ведерников, Юрий Темирканов, Ричард Хикокс, Павел Бубельников, Теодор Курентзис, Игорь Новиков, Владимир Юровский, Христоф Эшенбах, Дмитрий Лисс, Винсент де Курт, Анатолий Рыбалко, Евгений Волынский, Айнарс Рубикис, Николай Винокуров, Пётр Белякин, Сергей Кисс, Энхэ, Дмитрий Юровский, Андрей Семенов и другие.

### Звания и награды
Заслуженный артист Российской Федерации (2004).
На фестивале профессиональных театров «Большая Медведица» в Новосибирске удостоен Гран-При как драматический актёр (1992).